# Mamita Fox
Escolastica Victoria "Mamita" Fox (Curaçao, 27 september 1942 - Bonaire, 8 december  2023) was een Nederlands sociaal activist, kunstenaar en schrijver die in Bonaire woonde. Haar activisme leidde in 2013 tot wijziging van de zorgverlening in Caribisch Nederland. Met haar Papiamentstalige autobiografie leverde zij een belangrijke bijdrage aan de literatuur van Caraïbische vrouwen in een creooltaal.

## Leven
Mamita Fox werd geboren in Curaçao, waar zij met haar zeven broers en zussen werd opgevoed door hun gescheiden moeder Lucia. Ze volgde een opleiding tot verpleegkundige en werkte in de jaren zestig in een ziekenhuis in Nederland, waar ze Heinz Beck, een Duitse muzikant, ontmoette. De twee trouwden in 1970 en kregen een dochter, Ernestina Amanda Victoria (Lucia) Beck. Omdat Beck vaak reisde woonde het gezin tot 1975 in Duitsland, waar Fox reflexologie studeerde. Het huwelijk liep stuk na verhuizing van het gezin naar Curaçao.
Fox ging op Curaçao aan de slag als voetreflexentherapeute, maar moest haar praktijk staken vanwege het ontbreken van erkenning voor alternatieve geneeswijzen. Zij opende vervolgens een schoonheidssalon te Otrobanda en werd naast haar betrokkenheid bij vrouwenissues actief in de politiek. In 1991 nam Fox deel aan de eilandsraadverkiezingen op de PNP-lijst.

### Activist
Fox kreeg bekendheid als sociaal activist. Zij verzorgde een radioprogramma en een reguliere krantencolumn. Omdat ze alleenstaande moeder was bracht haar dochter veel tijd door met haar grootmoeder, die in 1985 aan borstkanker overleed. In samenwerking met TeleCuraçao nam Fox in 1984 het initiatief een teleton te organiseren ten behoeve van het Prinses Wilhelmina Fonds. Met de opbrengst kreeg Curaçao haar eerste kankerbestralingscentrum. Op 2 juli 1986 organiseerde Fox, tezamen met Virginia Kleinmoedig en Dennis Lobato, een menselijke ketting vanaf Porta Blanku aan de zuidoostelijke kust van het eiland tot Barber, het westelijk punt. Het evenement viel samen met de viering van de Curaçaose vlag en volkslied en stond symbool voor "ban uni forza" (samen sterk).
Toen haar dochter, Lucia Beck, in Bonaire ging werken in een baan die veel reizen vereiste, vertrok Fox naar het eiland om de zorg voor haar kleindochter op zich te nemen. Ook het ondernemen en het activisme werden hervat. Ze verzorgde radio-uitzendingen en wierf fondsen voor kansarmen. In haar talkshows behandelde ze vaak controversiële thema's en moedigde ze openheid over taboe-onderwerpen aan, in de overtuiging dat discussie bekrachtigend was. Als bekende Bonaireaans radiopersoonlijkheid werd Fox een mondige tegenstander van de gezondheidszorgwet, het Besluit zorgverzekering BES.
Ingaande 2011 werden alle ingezetenen van de BES-eilanden van rechtswege verzekerd op grond van de nieuwe verplichte ziektekostenverzekering uitgevoerd door het Zorgverzekeringskantoor BES (ZVK). Onder de uitgebreide ziektekostenverzekering van voorheen werd behandeling in plaatsen als Colombia toegestaan omdat er op de eilanden onvoldoende zorgvoorzieningen waren. In het nieuwe systeem werden alle medische verwijzingen getoetst door het ZVK, die vanwege de kosten verwijzingen buiten Bonaire regelmatig afwees. Er was sprake van ongelijke toegang tot zorg tussen ingezetenen van het Europees deel en ingezetenen van het Caraïbisch deel van Nederland. Nadat in 2013 haar medische verwijzing werd afgewezen, hield Fox een "sit-in" voor het gebouw van de Belastingdienst Caribisch Nederland in Kralendijk, waar het ZVK tijdelijk gehuisvest was. Aan handen en voeten gebonden voerde zij acht dagen lang een eenpersoonsprotestactie tegen willekeur in de zorg en voor gelijke rechten in Caribisch Nederland. Zij kreeg veel steun van aanhangers, waaronder de vakbondenkoepel en er werden handtekeningen verzameld.
Na een ontmoeting met de rijksvertegenwoordiger, Wilbert Stolte, kreeg Fox een aantal schriftelijke concessies waardoor patiënten en hun artsen kunnen beslissen wat nodig is voor hun zorg. In plaats van de ZVK-arts adviseert een indicatiecommissie in geval van doorverwijzing; het ZVK beslist slechts over de vergoeding op basis van het zorgbesluit BES. Er werd ook een procedure voor bezwaar en beroep tegen ZVK-beslissingen vastgesteld.

### Kunstenaar en schrijver
Sinds 2008 Fox produceert glaskunst, waarin zij vierkante stuivers verwerkt. Regelmatig toont zij haar mozaïekkunst en glazen kralenwerk en neemt zij deel aan exposities met andere kunstenaars en aan promotie-activiteiten van Bonaire Tourist Board. Haar werk als kunstenaar is tevens een voortzetting van haar activisme, daar zij werken schenkt ter werving van fondsen voor goede doelen.
In 1997 schreef ze in het Papiaments een autobiografisch werk, Identifikashon (Nederlands: Identificatie), over haar strijd om haar eigen identiteit in de patriarchale maatschappij waarin zij leefde te ontdekken. In de hoop de klasse-, gender- en rassendiscriminatie te ontvluchten, die ze in Curaçao ervaarde, verhuisde Fox naar Nederland. Echter, zij werd gedesillusioneerd dat niemand wist waar Curaçao lag noch wat voor cultuur daar bestond. In de worsteling met de keuzes van het hebben van een romantische relatie of een beroep koos zij voor haar werk. Volgens wetenschapper Roberto Strongman is haar autobiografie een toonaangevend voorbeeld van de werken van Caraïbische vrouwen, die zich weten te onderscheiden van de thema's en stijlen van mannelijke auteurs in creooltalen. Van belang is de tekst; hiermee wordt opnieuw beklemtoond hoe sterk orale tradities, stilistisch naverteld in schriftelijke vorm, vrouwenervaringen vastleggen.